# Dolosis illacerata
Dolosis illacerata là một loài bướm đêm trong họ Geometridae.